# Central termoelétrica do Carregado

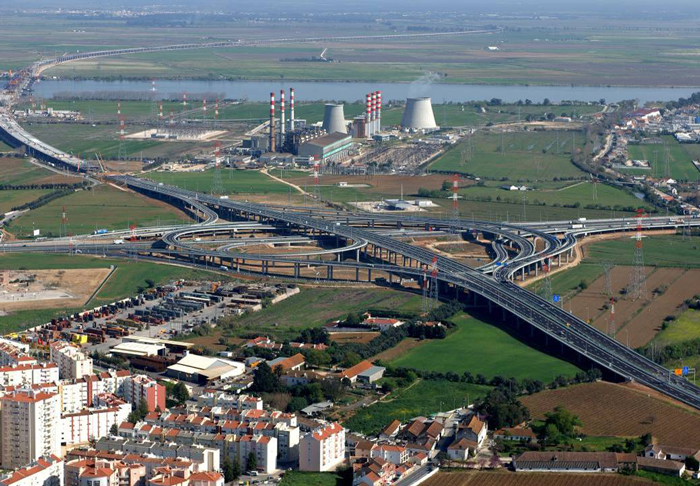
Vista aérea da Central Termoeléctrica do Carregado na margem do rio Tejo

A Central Termoeléctrica do Carregado (CCG)  foi uma central térmica começou a ser construída em 1965, instalada na margem do Rio Tejo, no Carregado, Município de Alenquer,   e que esteve em serviço desde 1968 até 2010. Composta, na sua fase final, por seis  Grupos Geradores eléctricos, cada um com 125 MW de potência instalada  (produzindo no total 750 MWh de energia eléctrica), a Central distinguia-se por possuir 3 chaminés de 100 m de altura (uma chaminé para cada par de grupos), e foi a primeira grande Central Termoeléctrica moderna a ser construída no País, com um elevado grau de automatismo, regulação, e controlo remoto, a partir de uma sala de comando comum para cada dois grupos geradores. 
A central foi construída em três fases:
- Fase 1, Grupos I/II, com  entrada em serviço em 1968 ;
- Fase 2, Grupos III/IV,  com entrada em serviço em 1974; e
- Fase 3, Grupos V/VI,  com entrada em serviço em 1976.

Os Grupos V/VI consumiam "fuel-óleo" e "gás natural", e os restantes só "fuel-óleo". A central  possuía um parque de armazenagem de fuel-óleo, com 8 reservatórios que no total podiam armazenar até um máximo de 220.000 m3 de combustível. 
Depois da entrada em serviço dos grupos 1 e 2, no final da década de 60, a Central começou a funcionar em regime de ponta, mas com o consumo anual de electricidade a crescer, em média, na ordem dos 10%/ano, rapidamente passou a regime de funcionamento regular, em complemento à  produção de hidroelectricidade (de notar que em 1976, dos 9.084 GWh produzidos pela EDP - Electricidade de Portugal - E.P. , a Central  Térmica do Carregado contribuiu com  a 50% da produção total da rede primária).
A energia eléctrica produzida pelos 6 grupos da central (4.500 GWh/ano, para uma utilização de 6.000 h/ano, à plena carga) era entregue à Rede Eléctrica Nacional, através da  Subestação do Carregado. Esta importante subestação foi construída na mesma altura e ao lado da Central Térmica, e comportava um barramento múltiplo, interseccionado; 6 painéis de grupo; 7 painéis de linha, a 220 kV; 3 painéis de transformadores de saída 220kV/60kV ; e uma sala de comando localizada em edifício próprio.
A CCG, inicialmente propriedade da Empresa Termoelétrica Portuguesa - ETP, a partir de 1969 passou a ser detida pela Companhia Portuguesa de Electricidade - CPE S.A.R.L. e, a partir de 1975, pela Electricidade de Portugal- EDP. E.P. , empresa na qual se manteve a funcionar, como Central Termoeléctrica de referência, durante décadas. 
Nos últimos anos do seu período de vida útil, a central passou a ser usada, na maior parte das vezes, em regime de ponta e, no final de 2010, veio a ser desactivada.
Em Fevereiro de 2011, pela mais valia e valor acrescentado que representou para a zona do Carregado/Alenquer, foi galardoada com a Medalha de Mérito Municipal, grau prata, atribuída pelo Município de Alenquer.

## Contexto Histórico - Antecedentes
Até à publicação da Lei da Electrificação Nacional em dezembro de 1944 (lei nº 2002), o país dispunha de uma extrema fragmentação de potência elétrica instalada (653 centrais existentes, num total de 73 MW de potência Hídrica e 142 MW de potência Térmica (carvão importado e gasóleo).
Com a publicação da Lei 2002, o Estado definiu as grandes linhas da Electrificação Nacional e estabeleceu que a produção eléctrica passaria a ser prioritariamente de origem hidráulica, com as centrais térmicas a exercerem apenas funções de reserva e de apoio  o que levou, a  partir de 1945, que grandes Empresas de Produção e Transporte de electricidade  se viessem a constituir:
- Hidro-Eléctrica do Cávado - HICA  e a Hidro-Eléctrica do Zêzere - HEZ  (1945);

- Companhia Nacional de Electricidade - CNE (1947) (estabelecimento e exploração das linhas de transporte e subestações de interligação, a 150 kV, dos sistemas do Zêzere e do Cávado).

- Hidro-Eléctrica do Douro - HED (1953)

- Empresa Termoeléctrica Portuguesa - ETP (1954)

Em 1951, foi ainda criado o Repartidor Nacional de Cargas (Decreto nº 38 186 de 28 /2/51) importante órgão de coordenação da exploração da então nascente Rede Primária. Estava-se assim perante o embrião da constituição do Sistema Eléctrico Nacional.
Com  a energia hidroeléctrica produzida na rede primária a crescer, na década de 50,  a um ritmo muito acentuado, a evoluir dos 277 GWh/ano em 1951 para 1005 GWh/ano em 1955 ,  o Governo encarregou, em 1954, a Empresa Termoeléctrica Portuguesa de construir,  na margem direita do rio Douro, próximo das minas de S. Pedro da Cova e do Pejão, a Central Térmica a carvão da Tapada do Outeiro (CTO),  com funções de reserva e apoio da rede eléctrica nacional (Dec Lei n º 39 632 ),  comportando 3 grupos, de 50 MW cada , com entradas em serviço em 1960 (G1),1964 (G2)  e 1967(G3).

## Construção da Central Térmica do Carregado - Tomada de Decisão
Segundo Walter Rosa " Contornos que estiveram na origem da decisão da construção da CCG" :
" Embora Portugal na década de 60 estivesse a ser um país essencialmente hidroeléctrico, o aproveitamento dos seus recursos hídricos por essa altura já tinha atingido cerca de 50% e como os consumos de energia eléctrica estavam a duplicar em cada 7 anos (entre 1956 e 1965 a taxa média de crescimento do consumo foi de cerca de 11%/ano), a manter-se a mesma lei de crescimento, os recursos hídricos nacionais  estariam esgotados dentro de mais sete anos se apenas se construíssem centrais hidroeléctricas. Na verdade, só a concentração em potências unitárias muito elevadas, que apenas centrais térmicas o permitem, conferirá ao sistema produtor a possibilidade de acompanhar consideráveis aumentos anuais de consumo de energia "
Perante esta realidade, o governo decidiu, em 1964,  encarregar a  Empresa Termoeléctrica Portuguesade construir a Central Térmica do Carregado, comportando quatro grupos geradores, de 125 MW cada, com o 1º grupo  a ser instalado até Setembro de 1967.

### Opção fuel-óleo
Nas décadas 50/60, assistia-se a um problema de escassez e encarecimento progressivo do custo do carvão para fins de produção térmica devido a um maior encarecimento da exploração mineira e a um menor rendimento na extracção do carvão.
O carvão tornava-se assim menos competitivo para fins de produção de energia eléctrica, comparativamente ao fuel-óleo e ao gás natural. 
A este propósito, Mariz Simões, na apresentação que fez, em 1964, no colóquio do Grémio de Electricidade, concluía: "...com base nos custos dos combustíveis fósseis e dos custos de exploração de centrais térmicas a carvão e a fuel -óleo, e admitindo a instalação de centrais térmicas com 4 grupos de 125 MW ou 250 MW, consumindo Fuel-óleo, GN, ou Carvão, a evolução dos preços CIF Lisboa, dos três combustíveis indicados, leva-nos a concluir que o carvão deva ser excluído das novas centrais..."
Por sua vez, Machado D´Assunção, no Relatório "Mercado de Combustíveis Convencionais Analise Conjuntural e Prospectiva" (1964), concluía que "existindo no país, em 1963, por via do aumento da capacidade de produção da Refinaria de Cabo Ruivo da SACOR, uma capacidade de refinação excedentária apta a responder a um aumento das necessidades de consumo de fuel-óleo para produção de energia eléctrica, a utilização de "fuel - óleo" e "gás natural", por analogia com o que se passava nos outos países europeus, para a produção de energia termoelétrica, poderia vir a representar um papel importantíssimo na política energética portuguesa" 
Tendo presente o sentido destas conclusões, o Governo decidiu que a nova Central Térmica a construir, viesse a ser projectada  prevendo-se a possibilidade de a mesma poder usar como fontes primárias de energia o fuel-óleo e/ou o gás natural.  

### Escolha do Sítio

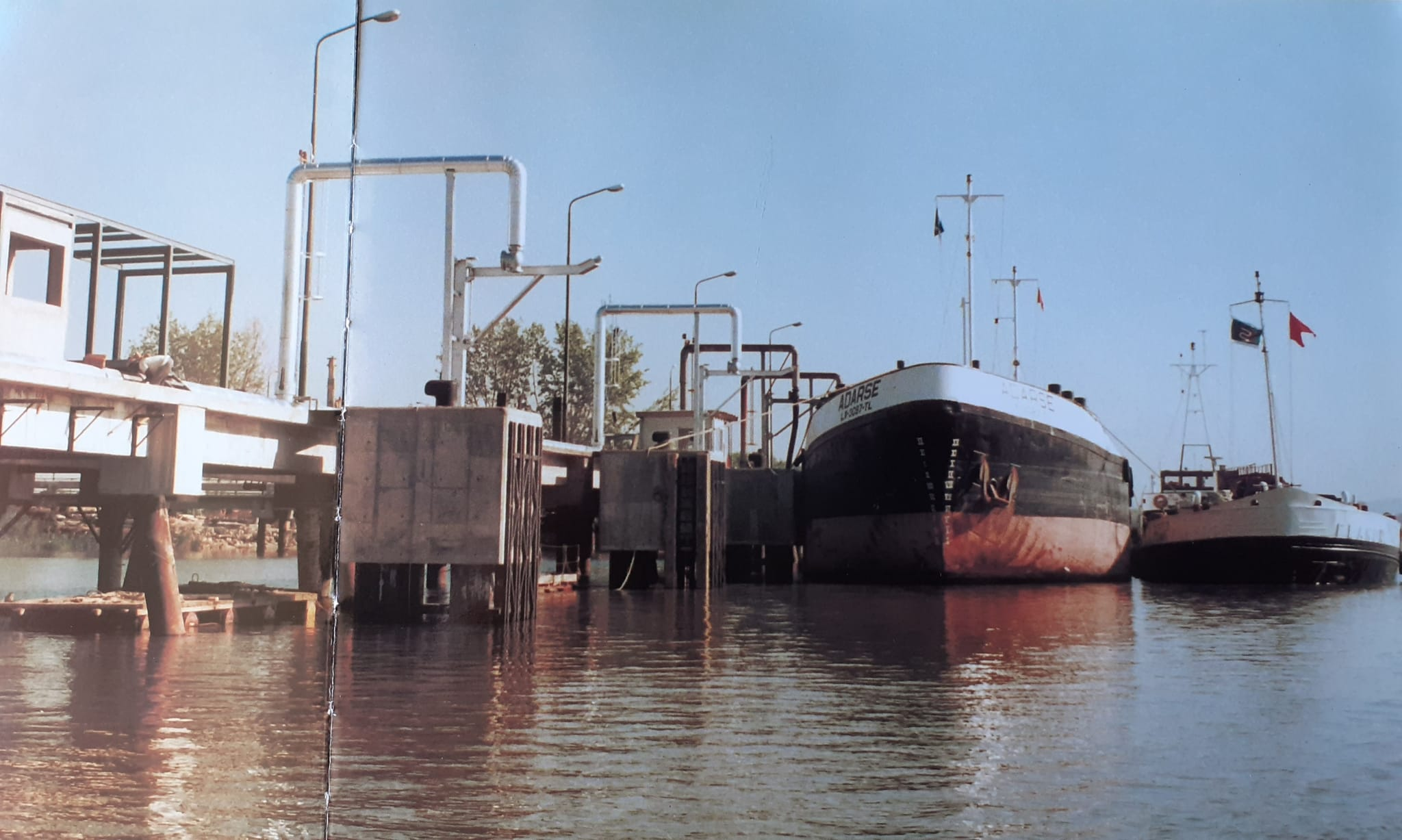
Cais de descarga de fuel-óleo no Tejo

No seguimento dos estudos iniciados no decorrer de 1963, relativos à nova Central Térmoeléctrica a instalar no sul, o Governo, por portaria de 28.12.1964 do Secretário de Estado da Indústria, aprovou a localização da nova Central na povoação de Meirinha, junto ao Carregado, na margem do Rio Tejo.
Os seguintes factores contribuíram para a escolha do sítio:
" 1- Proximidade do centro de consumo de Lisboa: uma vez que as centrais hidroeléctricas se concentravam principalmente no Cavado, no Douro e no Zêzere, havia todo o interesse em ter uma grande central perto de um grande centro de consumo, como era Lisboa (em 1972 a ponta de consumo de Lisboa deveria atingir cerca de 500 MW, e a nova central térmica iria estar equipada precisamente com 500 MW).
2- Água de refrigeração: consumindo os condensadores dos grupos, um caudal de água de refrigeração bastante considerável, cerca de 25 m3/s (4 grupos), a localização da Central junto a uma grande fonte de fornecimento de água,  ponderou fortemente a favor  do sítio escolhido junto do rio Tejo.
3- Facilidades de abastecimento de combustível: tomada a decisão de a central a construir ser projectada para consumir fuel-óleo ( com um consumo anual, em ano muito seco, a atingir 1milhão de toneladas de fuel-óleo, para os 4 grupos) o sitio escolhido, na margem do rio Tejo, oferecia grandes vantagens por estar próximo da refinaria nacional de Cabo Ruivo e poder ser abastecido de modo fácil e económico, por via fluvial.
4- Terreno: satisfeitos os três requisitos atrás mencionados, houve que seleccionar um terreno nas margens do Tejo, já suficientemente perto de Lisboa mas que ficasse fora da influência dos aeroportos da Portela e de Alverca (para se evitar os corredores aéreos devido à altura das chaminés), tendo o Carregado sido o sítio escolhido".

### Impacto na Engenharia e Indústria Eletromecânica Nacionais
A decisão de se construir a Central Termoeléctrica do Carregado (1964) teve um grande impacto no desenvolvimento da engenharia termoeléctrica e da Indústria eletromecânica nacionais, como o demonstrou o Colóquio organizado em 1964 pelo Grémio Nacional dos Industriais de Electricidade. 
O Colóquio foi palco de 35 Apresentações nos domínios da produção termoeléctrica clássica e nuclear, industria eléctrica, industria metalúrgica, e indústria metalomecânica, e de um leque alargado de Conclusões, realçando a importância da produção térmica no desenvolvimento da economia e da actividade industrial nacionais. 
De entre as Empresas do Sector Metalomecânico nacional que ganharam projecção no domínio da produção termoeléctrica, realça-se a empresa MAGUE - Construções Metalomecânicas S.A.R.L., que se vocacionou para o projecto, fabrico, fornecimento, montagem, e entrada em serviço dos Grupos Geradores de Vapor de alta pressão (sob licença da Foster Wheeler - USA),  e dos Turbo-Grupos (fornecimento Brown Boveri & Cie - Suíça) da Central Térmica do Carregado, e da Central Térmica de Setúbal.

## Concepção, Projecto, Exploração da Central

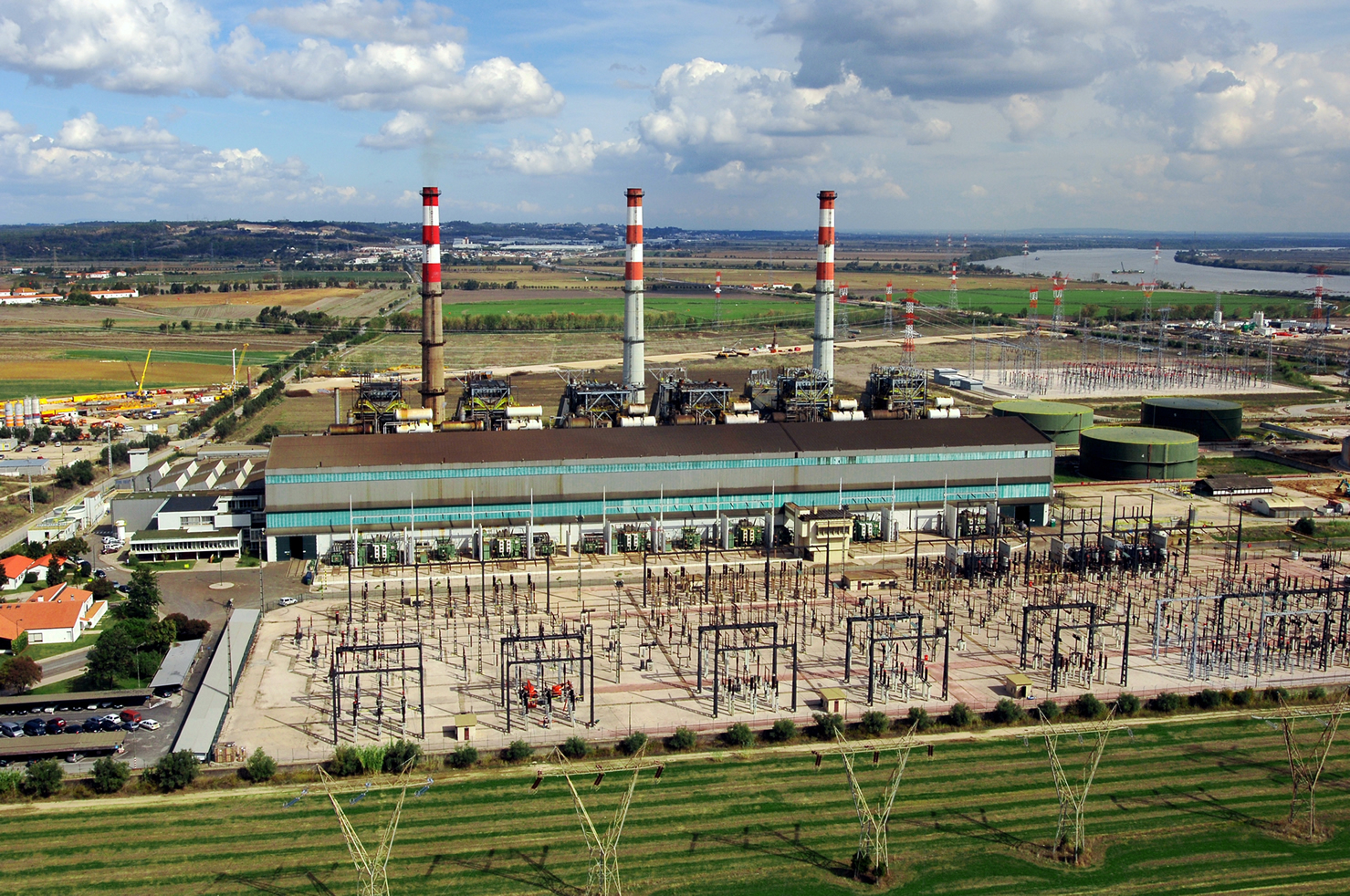
Central Termoeléctrica do Carregado com a Subestação em primeiro plano e o Rio Tejo ao fundo

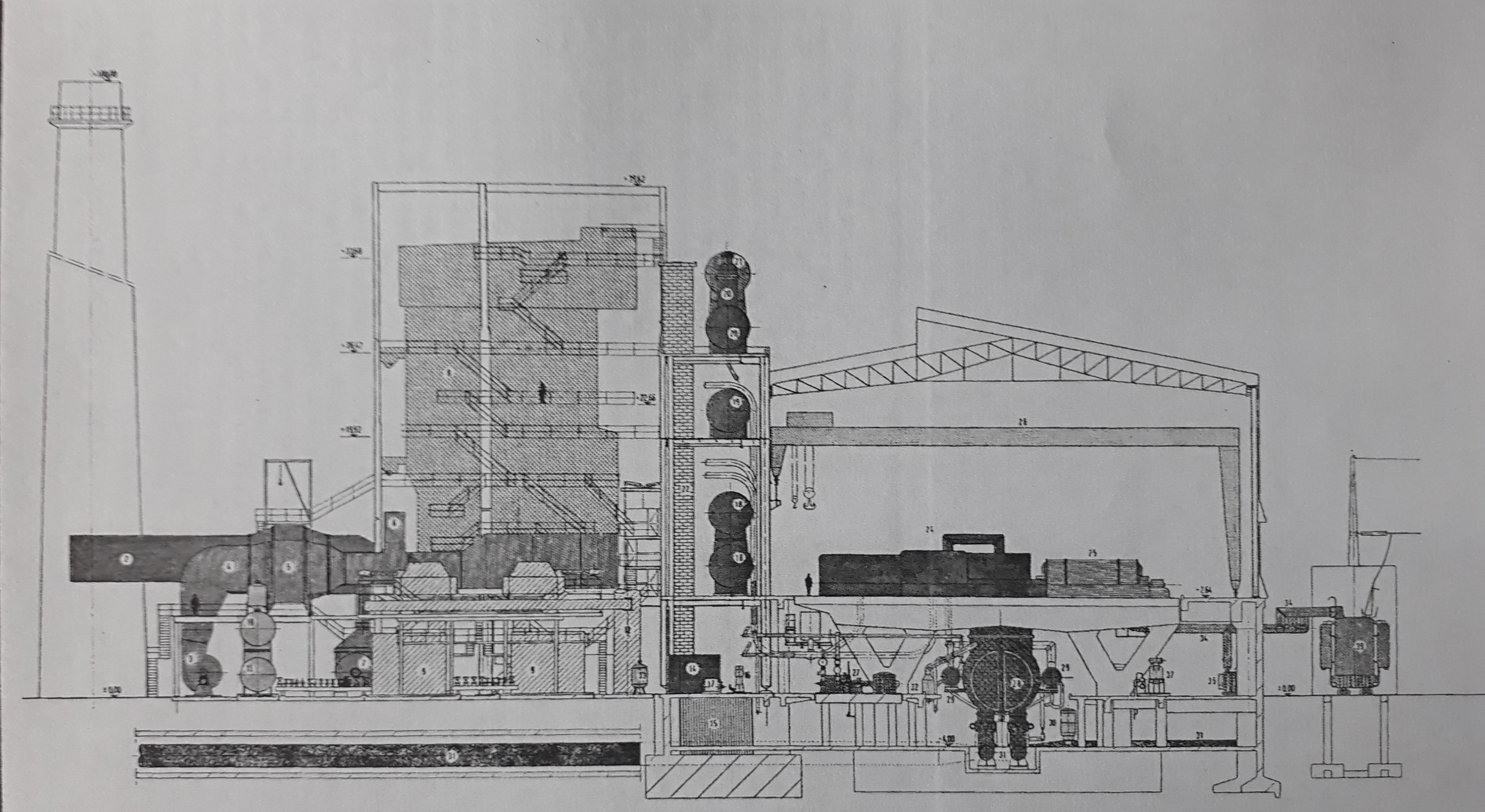
Corte transversal do GGV (out-door), ala dos reservatórios e sala das máquinas

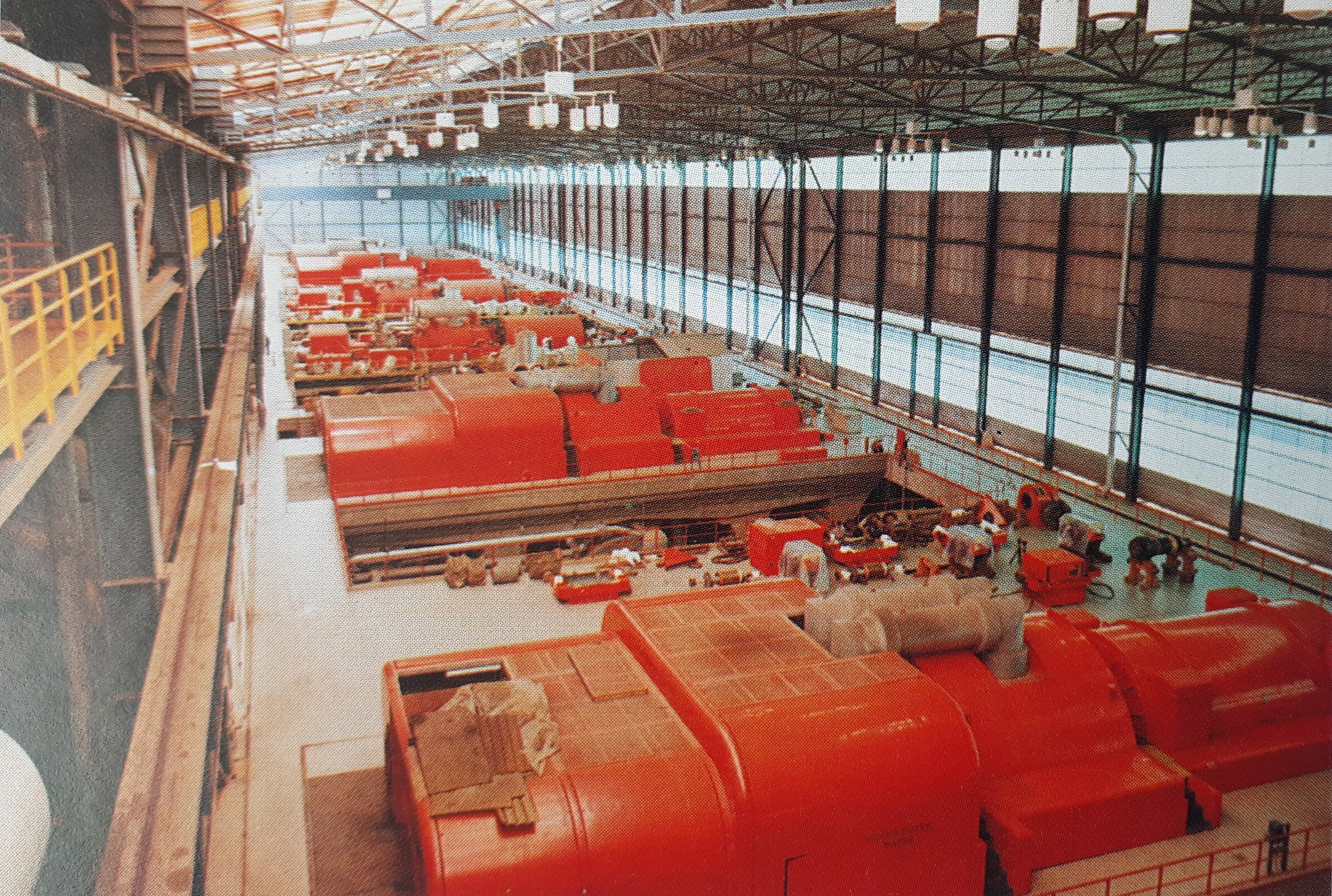
Sala das máquinas da CCG: turbo grupos dispostos transversalmente

A portaria de 28.12.1964 do Secretário de Estado da Indústria, para além de aprovar a localização da Central Térmica do Carregado, fixou também as principais características do empreendimento, a data de entrada em serviço do 1º grupo, e mandatou a ETP- Empresa Termoelétrica Portuguesa para a execução da obra e da exploração da central.
Walter Rosa , na palestra que proferiu na Ordem do Engenheiros, em Abril de 1968, descreveu o que foi a actuação da ETP no âmbito da concepção, projecto, engineering, fiscalização e exploração do empreendimento do Carregado.
Da palestra referida, extraíram-se, as seguintes passagens:

### Concepção, Projecto,
- Não dispondo a ETP de um quadro de técnico suficiente dimendionado para responder à extensão dos serviços que o empreendimento exigia, a execução do projecto foi entregue ao Gabinete de Consultadoria e Engenharia "Sofrelec" (Société Francaise d´Etudes et de Réalisations Electriques), o qual concebeu o projecto da central à imagem das soluções mais evoluídas que à época vigoravam nas Centrais Térmicas Francesas da EDF.

- A cargo da ETP, ficou a aprovação dos projectos e a preparação das especificações e dos cadernos de encargos para os vários concursos a lançar, nas melhores condições técnico-económicas e dando prioridade à incorporação nacional ( que ultrapassou os 60%  no equipamento eletromecânico e os100% na construção civil).

- Quanto à concepção da Central, a natureza e características do sítio escolhido tiveram influência no "lay-out" das instalações, no projecto dos equipamentos, no dimensionamento da mesma, e no projecto da Subestação que, em lugar de uma simples instalação de evacuação de energia, a 220 kV, foi projetada para ser um importante Nó de interligação da Rede Primária.

- A economia das soluções técnicas esteve sempre presente na orientação do projecto, conduzindo à adopção:  (i) caldeira do tipo «out-door», apta não só a queimar "fuel-óleo", mas também "gás natural"; (ii) utilização de uma só chaminé (100 m de altura) para cada dois geradores de vapor; (iii) uma Sala de comando remoto para cada dois blocos de produção; (iv) uma Sala das máquinas com uma superestrutura de cobertura aligeirada, contendo os turbo-alternadores dispostos transversalmente.

- As opções do Projecto foram tomadas tendo como objectivo alcançar-se: (i) elevada fiabilidade dos equipamentos e da instalação ; (ii) elevada flexibilidade e segurança dos regimes de funcionamento previstos; (iii) maximização da eficiência energética e económica do processo produtivo. O escalão de 125 MW para cada grupo, foi adoptado por imperativo de se respeitar a norma de não se  exceder 10% da potência girante, à hora de ponta da rede que, em 1967, era da ordem dos 1.100 MW.
- A análise económica do projecto foi efectuada com recurso a um Modelo que levou em linha de conta: (i) potência global da central; (ii) potência unitária dos grupos; (iii)  taxa  de utilização da central; (iv) perfil dos diagramas de produção previstos; (v) consumo específico ponderado do turbo-alternador; (vi) rendimento ponderado do grupo gerador de vapor;  (vii) consumo dos auxiliares; (viii) custos de O&M; etc.

- Quanto aos impactos em estaleiro, durante a construção da 1ª fase da CCG (GI/II), salienta-se: 422 000 m3 de escavações; 561 000 m3 de Aterros; 72 300 m3 de Betão; 13 km de Estacas de fundação-metálicas; 9 km de Estacas de fundação-betão; 5 km de Aço em armaduras; 240 km de Cabos eléctricos; e 15 km de Tubagem.
- A força laboral envolvida na construção da 1ª fase, foi cerca de 1.500 trabalhadores, e no  que respeita à movimentação de equipamentos pesados, estaca-se a Caldeira com 2.200 t, o Turbo-alternador com 600 t, e o Transformador principal com 200 t. Este último, foi construído na Efacec, nos arredores do Porto, e transportado até Lisboa , por via marítima, e por via fluvial até ao Carregado.

### Exploração
- Os quesitos de exploração, em fase de projecto, foram especificados pela ETP, com base nas condições de serviço expectáveis para os grupos, tais como: (i) condições de marcha entre a potência nominal e o mínimo técnico; (ii)  funcionamento em regulação automática; (iii) marcha em regime de ponta com paragem e arranque diário; (iv) regulação de carga ou de tensão com variações bruscas; (v) marcha isolada da rede "ilotage" (separação do grupo da rede, por defeito ou actuação de protecção, ficando o grupo a alimentar os seus próprios auxiliares e pronto a reentrar na rede, logo que a situação estivesse normalizada).
- As paragens, os arranques, e a condução de cada bloco de produção, eram realizadas, a partir de uma Mesa de Comando remoto, sob a actuação e supervisão de um Assistente Técnico, responsável pela condução do grupo, coadjuvado por um Operador de Bloco que se encarregava da vigilância e manobras locais dos diversos equipamentos..

- O arranque de um grupo, a entrada em paralelo, e a subida de carga, passava pela execução das seguintes acções de condução remota, a partir da respectiva mesa de comando: (i) colocação em serviço do posto de alimentação de fuel-óleo; (ii) colocação em serviço do circuito de fornecimento de água desmineralizada à caldeira;(iii)  ordem de acendimento automático da caldeira;(iv) controlo da subida de pressão e temperatura do vapor sobreaquecido, até atingir as condições nominais de pressão e temperatura; (v) ordem de vapor à turbina, começando esta a ganhar velocidade; (vi) colocação do turbo-grupo na velocidade de sincronismo (3.000 rpm); (vii)  ordem de excitação do alternador, elevando a tensão eléctrica até ao valor nominal (15,5 kV); (viii) ordem de entrada automática em paralelo;(ix) aumento do caudal de vapor à turbina, elevando a potência do grupo para o valor instruído pelo Despacho.[23]

### Estrutura  Orgânica da Central

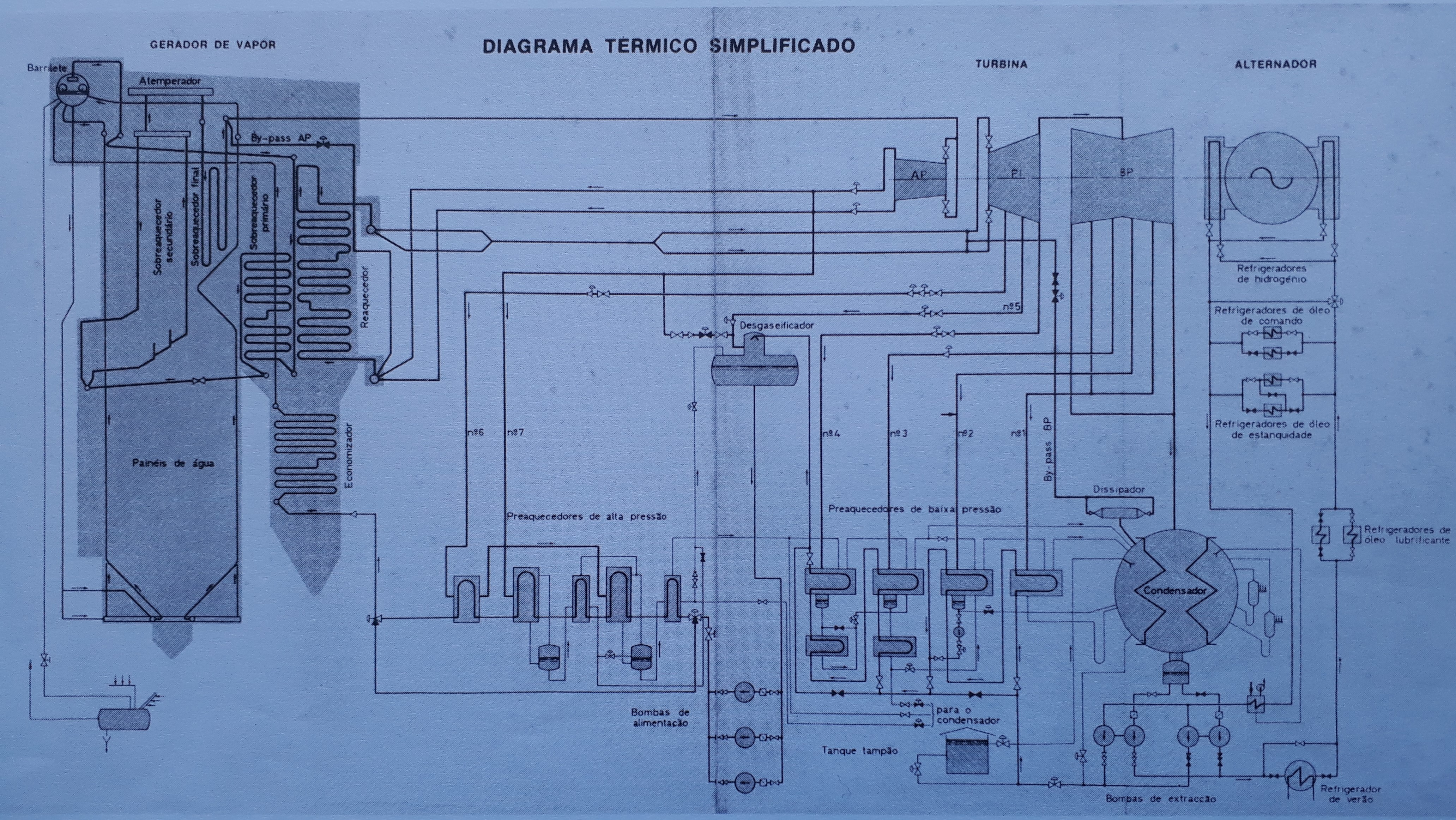
Central do Carregado_Diagrama Térmico simplificado de poio à condução do g

- Quanto à estrutura orgânica da Central, a mesma era composta por 3 Departamentos, com reporte ao Director da Central: (i) Departamento de Condução, responsável pela  condução dos Grupos e da Subestação; (ii) Departamento de Conservação, incluindo oficinas e armazém e gabinetes de preparação e programação de trabalho; (iii) Departamento de Controlo e Ensaios, incluindo o Laboratório de Química, o Laboratório de Aparelhagem Electrónica, e o Gabinete de controlo económico do funcionamento dos grupos.
- O Quadro orgânico da Central (6 grupos) comportava cerca de 220 trabalhadores, maioritariamente técnicos especializados e quadros com formação média e superior.

## Financiamento do Empreendimento
A preços orçamentados de 1967, o investimento global previsto para central com 4 Grupos (125 MW/cada) foi de 2 milhões, duzentos e cinquenta mil contos, correspondendo, em média, a cerca de 560 mil contos por unidade. Com a central completa, o custo específico foi de 4.500 PTE/kW.
Para cobrir 60% do investimento da 1ª fase da Central (GI/II), a Empresa Termoelétrica Portuguesa negociou com Banco Mundial (Banco Internacional de Reconstrução e Desenvolvimento) um empréstimo composto por três "tranches" (1964/65/66), que no total atingiram, em 1996, 30 milhões de USD.,

## Fabricantes e Características Principais dos Equipamentos
Abílio Fernandes, no artigo "Central Termoeléctrica do Carregado — Alguns aspectos de concepção e de realização do equipamento e das instalações dos GI/II" descreve com suficiente clareza os principais equipamentos e instalações do 1º escalão da CCG. Com base no artigo, e na brochura "Central Térmica do Carregado, 6x125MW" , destaca-se:

### Fabricantes e fases de Construção
A  Central Térmica do Carregado foi construída em 3 fases, envolvendo os seguintes principais fabricantes: 
- Fase 1, GI/II (concluída em 1969): GGV de fabrico MAGUE[20][21]/FOSTER WHEELER-USA; Turbina de fabrico BROWN BOVERI/MAGUE[20][21]; Alternador de fabrico BROWN BOVERI/SEPSA.
- Fase 2, GIII/IV (concluída em 1974): GGV de fabrico CUF/JOHN THOMPSON-UK; Turbina e Alternador de fabrico  C.A.PARSONS- UK .
- Fase 3, GV/VI (concluída em 1976): GGV de fabrico MAGUE[21]/FOSTER WHEELER-USA; Turbina de fabrico BROWN BOVERI/MAGUE[20][21]; Alternador de fabrico BROWN BOVERI/SEPSA.

Os Alternadores dos Blocos III/IV, de fabrico inglês, C.A. Parsons, em vez de possuírem excitação estática, tinham excitação clássica, assegurada por meio de excitatrizes do tipo "Brush less", e podiam funcionar, quando solicitados pelo Despacho, como Compensadores Síncronos, assegurando a regulação dinâmica de tensão da Rede Primária.

### Principais características dos Equipamentos
Quanto ao resumo das principais características dos GGV, Turbina, Alternador, Transformador de saída, e Subestação, tomando como exemplo as características dos Grupos V/VI, salienta-se:
- Gerador de Vapor: caldeira do tipo de circulação natural, com um só barrilete e câmara de combustão pressurizada; com sobreaquecimento e reaquecimento de vapor; equipado com 6 queimadores de fuel-óleo, consumindo 28,8 T/h; com uma capacidade de vaporização contínua de 360 T/h, a  129 bar e 543 º C, de alimentação à turbina.
- Turbina a Vapor: turbina de 3 corpos, AP,MP,BP;  vapor vivo recebido na AP a 125 bar, 540 ºC;  vapor reaquecido na MP a 26 bar, 540 º C; 7 extrações; velocidade 3.000 r.p.m.¸ Potência 125 MW; consumo especifico à carga nominal 8.105 kJ/kWh.
- Alternador: (fabricante BROWN BOVERI (Suíça) /SEPSA (Portugal) ) - Potência aparente 156 MVA; tensão de geração 15,5 kV; velocidade 3.000 r.p.m; factor de potência 0,8; excitação estática com rectificação  por tiristores; arrefecimento a  hidrogénio.
- Transformador Principal: (fabricante Efacec) - Potência aparente 156 MVA; relação de tensão, entrada/saída, 15,5 kV/220 kV; regulação em carga ± 8,7%; refrigeração por circulação de óleo e ar forçados.
- Subestação: (fabricante Efacec) - Subestação de fases mistas com 2 barramentos  seccionáveis e painéis face a face;  6 painéis de grupo; 7 painéis de linha; 3 painéis de transformador de saída  220 kV/60 kV; 4 painéis de seccionamento de barras; 2 painéis de interligação de barras.

## Controlo Ambiental

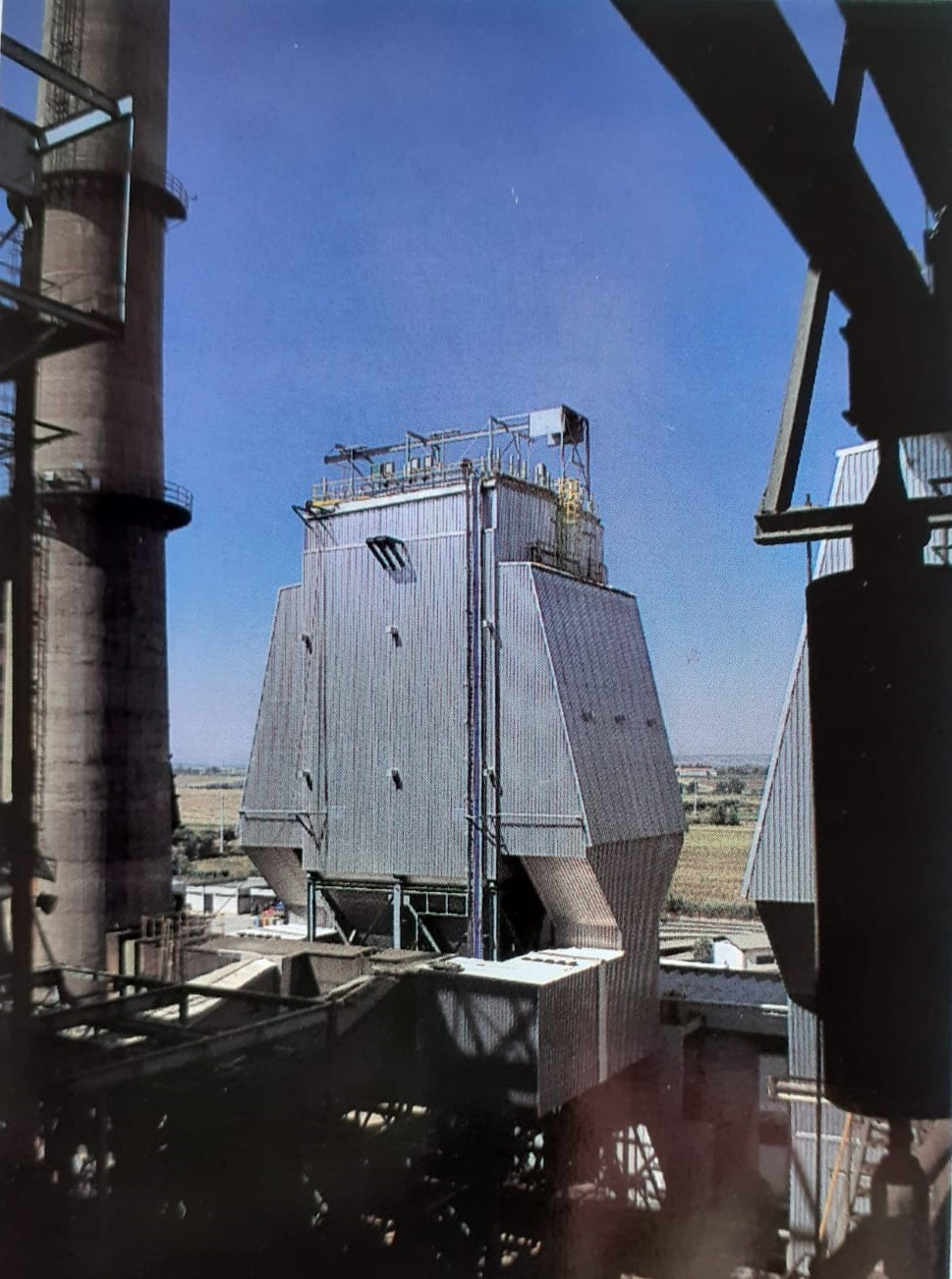
Central do Carregado - Grupos V/VI - Despoeirador electroestático

A Central Térmica do Carregado, deu sempre a maior atenção à prevenção e ao controlo ambiental, e à medida que novas tecnologias de monitorização e mitigação surgiam a Central acompanhava a evolução das mesmas.
É neste contexto que, entre 1994 e 1997, se instalaram despoeiradores electroestáticos em todos os grupos, com o objectivo de se reduzir o nível de partículas da combustão do fuel-óleo emitidas para a atmosfera, para valores da ordem dos 50 mg/Nm3/grupo.
As características do fuel-óleo utilizado e das cinzas produzidas na combustão, influenciaram a opção  pelos  despoeiradores electrostáticos, de concepção clássica, com o despoeiramento a ser garantido por meio da ionização electroestática das partículas, e a captação a ser assegurada através de placas colectoras.

## Reconversão para Gás Natural
Com a introdução do Gás Natural em Portugal (Dec. Lei n.º 374/89 de 25 de Outubro), a REN e a TRANSGÁS estabeleceram um Acordo de Gestão de Consumos de Gás Natural, que tinha em vista a redução do risco "take or pay" associado à obrigatoriedade de, em cada ano, se consumir, ou pagar, o volume mínimo de gás natural contratado. 
Perante este acordo, foi decidido reconverter os Grupos 5 e 6 da Central Térmica do Carregado para queima "dual", fuel-óleo / gás natural, de modo a permitir queimar, em ciclo aberto, a partir de Outubro de 1997, os excedentes de gás natural não utilizados, até um máximo de cerca de 700.000 Nm3 de gás/dia/grupo  (28.500 Nm3/h/grupo).
A reconversão, efectuada entre 1996 -1997, teve por base um projecto que levou à instalação de novos queimadores "dual" e à substituição dos sistemas de comando, regulação e informação do processo, por um sistema computorizado da mais recente tecnologia, o que veio acarretar uma melhoria ambiental considerável (menor emissão de óxidos de enxofre e de partículas para a atmosfera) e um aumento da fiabilidade e eficiência operativa dos grupos reconvertidos.
Com esta reconversão, a Central Térmica do Carregado tornou-se pioneira na utilização do gás natural para a produção de energia eléctrica no país.  

## Nova Central Térmica, de ciclo combinado a gás natural, construída ao lado da antiga  CCG

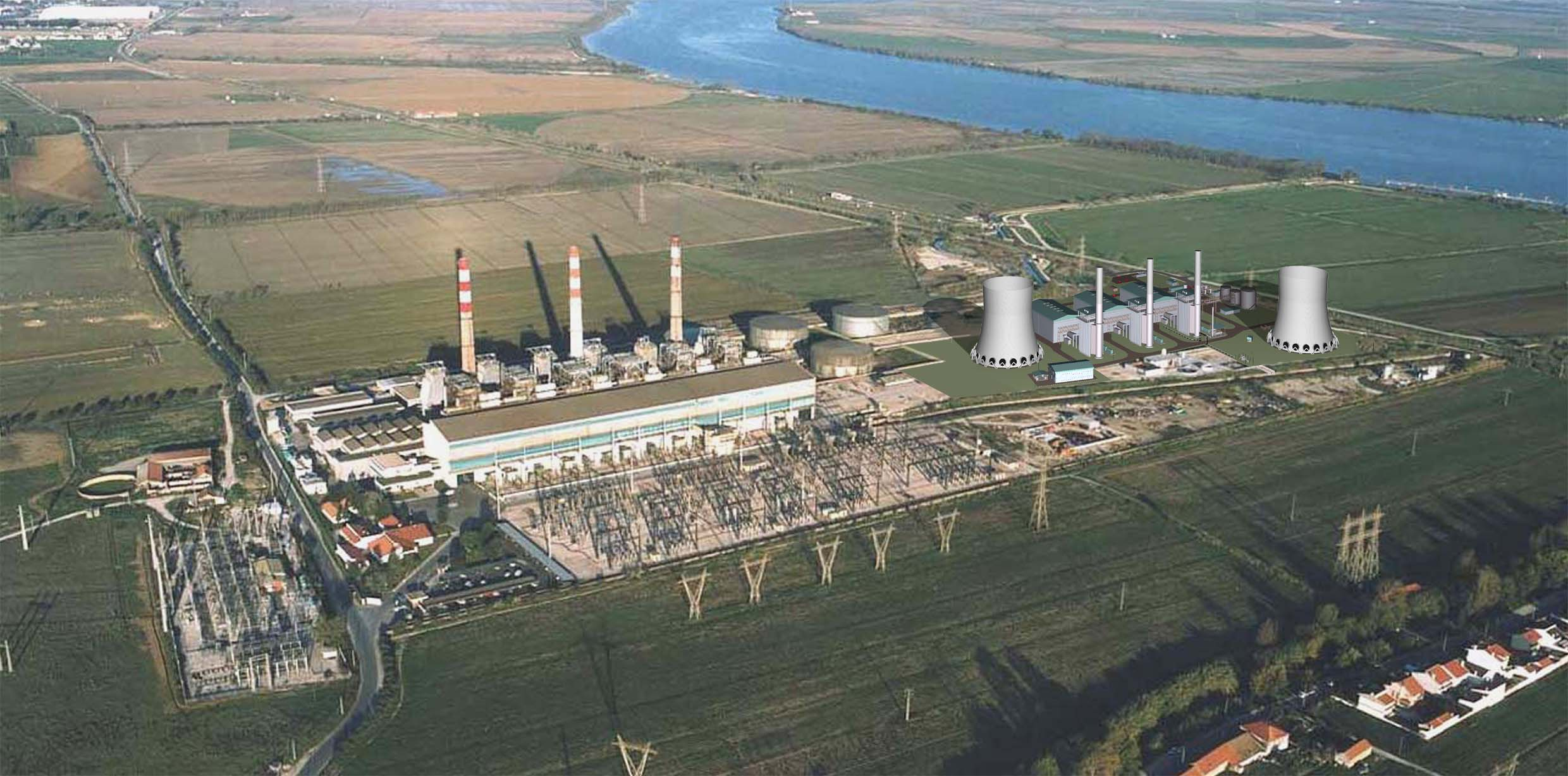
Central Termoeléctrica do Carregado, lado esquerdo (1968 a 2010). Antevisão da Central Termoeléctrica do Ribatejo, lado direito

O projecto de introdução do GN em Portugal (Dec. Lei n.º 374/89 de 25 de Outubro) previa a instalação de uma grande Central Térmica de ciclo combinado, a gás natural, que consumisse na ordem dos 1000 milhões de m3 de GN /ano, por forma a garantir a viabilidade económica do projecto. Surgiu assim a Central Térmica da Tapada do Outeiro, com entrada em serviço em 1999, a primeira central térmica de ciclo combinado  de capital privado a operar no âmbito do Sistema Elétrico Público, SEP, propriedade da empresa TURBOGÁS.  
No mesmo ano, em 1999, "o Governo decidiu instalar em Sines um Terminal para descarga de GNL (Gás Natural Liquefeito), visando diversificar as fontes de abastecimento de gás natural e reforçar a capacidade produtiva nacional de electricidade. Promovendo esta iniciativa do governo a instalação uma segunda central de ciclo combinado a gás natural no país, a seguir à da Tapada do Outeiro, a EDP, reconhecendo no gás natural um vector energético chave para manter a liderança na produção nacional de electricidade, e em antecipação à generalização do mercado liberalizado de electricidade, que na altura se anunciava, decidiu construir a sua 1ª Central Termoeléctrica de ciclo combinado a GN, no âmbito do SENV, sistema elétrico não vinculado ".
Nasceu assim a Central Termoeléctrica do Ribatejo, a primeira central portuguesa de ciclo combinado a gás natural a ser planeada para responder em regime mercado livre, aos novos desafios de competitividade que se aproximavam.
A central, comportando 3 grupos, de potência unitária da ordem de 390 MW, começou a ser construída no ano 2001, no terreno ao lado da antiga Central Térmica a fuel-óleo/GN, do Carregado,  e entrou em serviço no 3º trimestre de 2003, 2004 e 2006.

## Encerramento
Com a introdução do gás natural em Portugal em 1994, o parque termoeléctrico português começou a ser maioritariamente assegurado por Centrais Térmicas de ciclo combinado, a gás natural. 
A Central do Carregado, com 4 grupos exclusivamente a fuel-óleo, começou a ser solicitada, cada vez mais, para produzir energia apenas em regime de ponta. E, no final de 2010, veio a ser desactivada.
Em 25 de Fevereiro de 2011, por proposta da Câmara Municipal de Alenquer e deliberação Assembleia Municipal, é galardoada com a atribuição de Medalha de Mérito municipal, grau prata, como preito e instrumento de reconhecimento público, pela notável contribuição  que a CCG  deu ao Município de Alenquer.
Do texto de enquadramento do galardão atribuído, extraiu-se a seguinte passagem: 
"No final de 2010 e após mais de 4 décadas de serviço ininterrupto, a Central Termoeléctrica do Carregado concluiu o seu tempo de vida útil, tendo encerrado a sua actividade industrial. A construção da central teve início em 1964 e constituiu um marco histórico a nível nacional e particularmente para a região, pela dimensão da capacidade instalada (750 MW) e pela inovação tecnológica introduzida, tendo os seus seis grupos entrado em serviço, de forma faseada, entre 1968 e 1976. (…) Porém, o desenvolvimento tecnológico que entretanto se vem processando, retirou condições competitivas à Central, num mercado cada vez mais exigente e com muitos outros meios de fornecimento mais eficientes, conduzindo à conclusão do seu tempo de vida, como estava previsto. Deixa, contudo, uma marca indelével na nossa região".